# Poienița (okręg Ardżesz)
Poienița – wieś w Rumunii, w okręgu Ardżesz, w gminie Bălilești. W 2011 roku liczyła 807 mieszkańców.